# Milagros Eulate
Milagros Susana Sánchez Eulate es una política venezolana, diputada de la Asamblea Nacional por el circuito único del estado Vargas por el partido Acción Democrática.

## Carrera
Milagros ha sido presidente del Colegio de Profesores del estado Vargas. De acuerdo con un documento del Ministerio de Educación, su jubilación fue aprobada el 1 de noviembre de 2014. Fue electa como diputada por la Asamblea Nacional por circuito único del estado Vargas para el periodo 2016-2021 en las elecciones parlamentarias de 2015, en representación de la Mesa de la Unidad Democrática por Acción Democrática. Su postulación para su candidatura se produjo como resultado de la paridad de género establecida por el Consejo Nacional Electoral.
En 2018 Eulate fue designada como miembro de la Comisión Especial para investigar la masacre de El Junquito. En 2019, durante una sesión ordinaria de la Asamblea, fue nombrada para conformar una comisión para atender a un grupo de maestros que acudieron a la Asamblea Nacional para denunciar la situación laboral de los educadores en Venezuela.
Posteriormente fue designada por Juan Guaidó como vicepresidente de la Comisión Permanente de Cultos y Régimen Penitenciario para el periodo 2022-2023.